# La Farinera, Centre d'Arts Visuals de Vic
La Farinera, Centre d'Arts Visuals de Vic és un servei municipal de l'Ajuntament de Vic, consistent en un centre d'ensenyament d'arts plàstiques i visuals i un espai didàctic de la imatge i el patrimoni.
El Centre d'Arts Visuals està ubicat, des del setembre del 2010, en una antiga fàbrica d'embotits i de farines que és un dels edificis més emblemàtics de la ciutat de Vic. Es va construir entre els anys 1896 i 1897 per acollir la fàbrica Torra, que es dedicava a l'elaboració d'embotits. L'edifici és obra del reconegut arquitecte Enric Sagnier i avui en dia és una de les obres més destacades de l'arquitectura industrial modernista de Catalunya. Els usos d'aquest edifici han estat diversos, al llarg dels anys, des de la fabricació de calçat fins a la filatura de teixits.